# Peabo Bryson
Peabo Bryson (13 april 1951) is een Amerikaans zanger.

## Levensloop en carrière
Bryson werd geboren in Greenville (South Carolina). Op zijn veertiende begon hij met zingen. Bryson is vooral bekend omwille van zijn duetten met onder meer Céline Dion en Roberta Flack.
In 1998 werd Bryson opgenomen in de Georgia Music Hall of Fame.

## Discografie

### Albums
| Titel                                             | Label         | Jaartal | Hoogste positie US Charts | Hoogste positie R&B Charts USA |
| ------------------------------------------------- | ------------- | ------- | ------------------------- | ------------------------------ |
| Peabo                                             | Bang/Bullet   | 1976    |                           | 48                             |
| Reaching For The Sky                              | Capitol       | 1978    | 49                        | 11                             |
| Crosswinds                                        | Capitol       | 1978    | 35                        | 3                              |
| We're The Best Of Friends (with Natalie Cole)     | Capitol       | 1979    | 44                        | 7                              |
| Live & More (with Roberta Flack)                  | Atlantic      | 1980    | 52                        | 10                             |
| Paradise                                          | Capitol       | 1980    | 79                        | 13                             |
| I Am Love                                         | Capitol       | 1981    | 40                        | 6                              |
| Turn The Hands Of Time                            | Capitol       | 1982    |                           | 10                             |
| Don't Play With Fire                              | Capitol       | 1982    | 55                        | 8                              |
| Born To Love (with Roberta Flack)                 | Capitol       | 1983    | 25                        | 8                              |
| The Peabo Bryson Collection                       | Capitol       | 1984    | 168                       | 55                             |
| Straight From The Heart                           | Elektra       | 1984    | 44                        | 12                             |
| Take No Prisoners                                 | Elektra       | 1985    | 102                       | 40                             |
| Quiet Storm                                       | Elektra       | 1986    |                           | 45                             |
| Positive                                          | Elektra       | 1988    | 157                       | 42                             |
| All My Love                                       | Capitol       | 1989    |                           | 27                             |
| Can You Stop The Rain                             | Columbia      | 1991    | 88                        | 1                              |
| Through The Fire                                  | Columbia      | 1994    |                           | 54                             |
| It's Christmas! (with Sandi Patty)                |               | 1996    |                           |                                |
| Peace On Earth                                    | Private Music | 1997    |                           |                                |
| Really Love                                       |               | 1998    |                           |                                |
| Unconditional Live                                | Private Music | 1999    |                           | 75                             |
| Super Hits                                        |               | 2000    |                           |                                |
| Anthology                                         |               | 2001    |                           |                                |
| The Best Of Peabo Bryson                          |               | 2003    |                           |                                |
| Love And Rapture - The Best Of Peabo Bryson       |               | 2004    |                           |                                |
| The Best Of Peabo Bryson                          |               | 2005    |                           |                                |
| Christmas With You                                | Time Life     | 2005    |                           |                                |
| Time Life Presents: The Very Best Of Peabo Bryson | Time Life     | 2006    |                           |                                |
| Missing You                                       | Peak          | 2007    |                           |                                |

### Singles
| Single met hitnotering(en) in de Vlaamse Ultratop 50 | Datum van verschijnen | Datum van binnenkomst | Hoogste positie | Aantal weken | Opmerkingen |
| ---------------------------------------------------- | --------------------- | --------------------- | --------------- | ------------ | ----------- |
| Tonight I celebrate my love (met Roberta Flack)      | 1983                  | 15-10-1983            | 8               | 7            |             |
| Beauty And The Beast (met Celine Dion)               | 1991                  | 04-07-1991            | 36              | 5            |             |
| A Whole New World (met Regina Belle)                 | 1992                  | 22-01-1994            | 14              | 9            |             |

### NPO Radio 2 Top 2000
| Nummer met noteringen in de NPO Radio 2 Top 2000 | '99  | '00  |
| ------------------------------------------------ | ---- | ---- |
| Tonight I Celebrate My Love (met Roberta Flack)  | 1753 | 1952 |

1. ↑  Een vetgedrukt getal geeft de hoogste notering aan.
2. ↑  Deze tabel is bijgewerkt tot en met de laatste editie (2024).